# Divokej Bill (album)
Divokej Bill je čtvrté studiové album kapely Divokej Bill, která bylo vydáno 24. března 2006.

## Obal
Na obalu je zobrazena středověká plachetnice na moři. Má znázorňovat kapelu, která neustále cestuje (pluje) po republice do jednotlivých měst (přístavů), kde koncertují.

## Písně
Tématy a zvukem písní kapela pokračuje ve stejném duchu jako v předchozím albu. Jako první singl z alba vydávají píseň Síť, ve které je poprvé použit klavír. Další mediálně známá je skladba Čmelák. K oběma písním byl natočen i videoklip a dostaly se i do hitparád českých rozhlasových stanic. Klipy byly natočeny i k písním Prase a Váhy muší. Mezi hudební experimenty patří skladba Voda, k níž text napsal a sám recituje básník Radek Hásek, místo na bicí Marek Žežulka hraje na pusu. V písni Vesničani se částečně zpívá anglicky, což bylo inspirováno turném po Anglii.

## Seznam skladeb
| Divokej Bill   | Divokej Bill       | Divokej Bill               | Divokej Bill    | Divokej Bill |
| Pořadí         | Název              | Hudba                      | Text            | Délka        |
| -------------- | ------------------ | -------------------------- | --------------- | ------------ |
| 1.             | Prase              | Vašek Bláha                | Vašek Bláha     | 3:33         |
| 2.             | Váhy muší          | Vašek Bláha                | Vašek Bláha     | 3:36         |
| 3.             | Cajdák             | Vašek Bláha                | Vašek Bláha     | 3:54         |
| 4.             | Síť                | Vašek Bláha                | Vašek Bláha     | 3:12         |
| 5.             | O Ferdovi Mravenci | Vašek Bláha                | Vašek Bláha     | 1:59         |
| 6.             | Čmelák             | Vašek Bláha                | Vašek Bláha     | 3:44         |
| 7.             | Růženka            | Roman Procházka            | Roman Procházka | 3:27         |
| 8.             | Švec               | Jan Bartl, Roman Procházka | Vašek Bláha     | 3:24         |
| 9.             | Vesničani          | Roman Procházka            | Vašek Bláha     | 3:54         |
| 10.            | Voda               | Vašek Bláha                | Radek Hásek     | 3:10         |
| 11.            | Alkohol            | Vašek Bláha                | Vašek Bláha     | 3:50         |
| Celková délka: | Celková délka:     | Celková délka:             | Celková délka:  | 40:15        |